# Maxi Just
Maxi Just (* 28. Juli 1994 in Freital) ist eine deutsche Skeletonpilotin.

## Werdegang
Maxi Just lebt in Fördergersdorf, einem Ortsteil der Stadt Tharandt in Sachsen, und begann 2010 mit dem Skeletonsport. Sie betrieb zuvor Leichtathletik und war als Mehrkämpferin aktiv. Just ist Bundeswehrsoldatin in der Sportfördergruppe in Frankenberg und studiert an der Fernuniversität in Hagen Politikwissenschaft, Verwaltungswissenschaft und Soziologie.
Bei den Deutschen Meisterschaften 2012 wurde Maxi Just Achte. Sie debütierte in der Saison 2012/13 im Europacup und gewann bereits ihr drittes Rennen in La Plagne. Es folgten drei weitere Saisonsiege in Igls, woraufhin sie die Gesamtwertung vor Lena Joch und Sarah Sartor für sich entscheiden konnte. Bei der Deutschen Meisterschaft 2013 belegte sie den neunten Rang.
In der darauf folgenden Saison ging Maxi Just erneut im Europacup an den Start und wurde in acht Saisonrennen einmal Erste und sechsmal Zweite. Im Gesamtklassement wurde sie damit Zweite hinter Anna Fernstädt. Bei den Deutschen Meisterschaften 2014 belegte sie den achten und bei den Juniorenweltmeisterschaften 2014 in Winterberg den siebten Platz. In der Saison 2014/15 startete Just zunächst im Intercontinentalcup, wo sie mit dem fünften Rang in Lillehammer ihre beste Platzierung bei vier Starts erreichte. Bei der Deutschen Meisterschaft 2015 wurde sie Sechste und bestritt anschließend die letzten drei Saisonrennen im Europacup, bei denen sie zweimal auf das Podest fuhr. Bei den Juniorenweltmeisterschaften im Februar 2015 gewann sie Silber hinter Jacqueline Lölling und vor Carina Mair. In der Saison 2015/16 startete sie erneut im Europacup und gewann das zweite Rennen auf ihrer Heimbahn in Altenberg sowie die beiden Rennen in Königssee.